# Ponteiro inteligente
Em ciência da computação, um apontador inteligente (também conhecido pelo termo em língua inglesa smart pointer) é um tipo de dado abstrato que simula um apontador. Ele fornece mais funcionalidades que ponteiros, como coletor de lixo ou verificação de limites do tipo de dado, para adicionar segurança e reduzir erros de programação, ainda que maximizando a eficiência. Implementações de ponteiros inteligentes geralmente possuem referência aos objetos que apontam por questões de gerenciamento de memória. Do ponto de vista de padrões de projeto de software, um ponteiro inteligente é um proxy para uma interface de ponteiro.

## Contagem de referências
O uso de ponteiros pode ser fonte de erros de programação, como o vazamento de memória. Ponteiros inteligentes podem ser usados para prevenir esse problema ao tornar a desalocação do recurso um procedimento automático. Quando o ponteiro de um objeto é destruído, ou ainda o último ponteiro de uma série apontando para o mesmo objeto, o objeto apontado é também destruído. Seu funcionamento interno pode variar, com técnicas que variam desde contagem de referências ao objeto ou a atribuição da propriedade de um objeto a um único ponteiro.

## Uso prático
Em C++, um ponteiro inteligente pode ser implementado como uma classe que simula o comportamento de ponteiros tradicionais, através do uso de sobrecarga de operadores, mas cujo funcionamento interno (encapsulado) é mais sofisticado. A própria biblioteca padrão declara no cabeçalho <memory> os ponteiros inteligentes std::unique_ptr e std::shared_ptr.
Também pode ser usado pelo Object Pascal(FPC ou Delphi) usando TSmartPointer.

## Exemplo
Em C++, seja SmartPointer<X> uma classe de ponteiro inteligente especializada para a classe X:
```
void
 
teste_de_ponteiro_inteligente
()
 

{

   
// Cria-se dois objetos e mantém-se ponteiros tradicionais para referenciá-los

   
Object
*
 
obj_1
 
=
 
new
 
Object
();
		

   
Object
*
 
obj_2
 
=
 
new
 
Object
();
	

   
// Declara-se dois ponteiros inteligentes e associa-se aos objetos alocados anteriormente

   
// A contagem interna de referências para obj_1 e obj_2 será 1

   
SmartPointer
<
Object
>
 
p
 
=
 
obj_1
;
			

   
SmartPointer
<
Object
>
 
q
 
=
 
obj_2
;

   
// Atribui-se p a q, o que torna a contagem interna de referência a obj_1 igual a 2

   
// obj_2 será destruído já que a contagem de referências chega a 0

   
q
 
=
 
p
;

   
// Atribui-se nulo a q. A contagem de obj_1 retorna a 1

   
q
 
=
 
NULL
;

   
// Cria-se novo objeto e atribui-se diretamente a p

   
// obj_1 é destruído

   
p
 
=
 
new
 
Object
();

   
// Cria-se outro objeto e atribui-se a um ponteiro tradicional

   
// Na perda de escopo do ponteiro, obj_3 será perdido e haverá vazamento de memória

   
Object
*
 
obj_3
 
=
 
new
 
Object
();
		

}

```

Object Pascal:(o mesmo exemplo acima)
```
procedure
 
teste_de_ponteiro_inteligente
;

var

    
obj_1
 
:
 
Object
;

    
obj_2
 
:
 
Object
;

    
obj_3
 
:
 
TSmartPointer
<
Object
>

    
p
:
  
TSmartPointer
<
Object
>

    
q
:
  
TSmartPointer
<
Object
>

begin

    
// Cria-se dois objetos e mantém-se ponteiros tradicionais para referenciá-los

     
obj_1
 
:=
 
Object
.
Create
;

     
obj_2
 
:=
 
Object
.
Create
;

   
// Declara-se dois ponteiros inteligentes e associa-se aos objetos alocados anteriormente

   
// A contagem interna de referências para obj_1 e obj_2 será 1

   
//SmartPointer<Object> p = obj_1;

   
p
.
Create
(
Object
.
Create
)
;
 
//implícito

   
//SmartPointer<Object> q = obj_2;

   
q
 
:=
 
TSmartPointer
<
Object
>.
Create
(
obj_2
)
;
 
//explícito

   
// Atribui-se p a q, o que torna a contagem interna de referência a obj_1 igual a 2

   
// obj_2 será destruído já que a contagem de referências chega a 0

   
p
 
:=
 
q
;

   
// Atribui-se nulo a q. A contagem de obj_1 retorna a 1

   
q
 
:=
 
nil
;

   
// Cria-se novo objeto e atribui-se diretamente a p

   
// obj_1 é destruído

   
p
 
:=
 
TSmartPointer
<
Object
>.
Create
(
Object
.
Create
)
;

   
// Cria-se outro objeto e atribui-se a um ponteiro tradicional

   
// Na perda de escopo do ponteiro, obj_3 será perdido e haverá vazamento de memória

   
obj_3
 
:=
 
Object
.
Create
;

end
;

```